# Iryna Kindzerska
Iryna Mikolaivna Kindzerska (en ucraniano: Ірина Миколаївна Кіндзерська; Bakota, 13 de junio de 1991) es una deportista ucraniana que compite en judo, desde el año 2017 lo hace bajo la bandera de Azerbaiyán.
Participó en dos Juegos Olímpicos de Verano, obteniendo una medalla de bronce en Tokio 2020, en la categoría de +78 kg, y el quinto lugar en Londres 2012, en la misma categoría.
Ganó una medalla de bronce en el Campeonato Mundial de Judo de 2017 y tres medallas en el Campeonato Europeo de Judo, entre los años 2013 y 2020. En los Juegos Europeos de Minsk 2019 obtuvo una medalla de bronce en la categoría de +78 kg.

## Palmarés internacional
| Representando a Ucrania    |                         |                   |           |
| Campeonato Europeo         |                         |                   |           |
| Año                        | Lugar                   | Medalla           | Categoría |
| 2013                       | Budapest (Hungría)      | Medalla de bronce | +78 kg    |
| Representando a Azerbaiyán |                         |                   |           |
| Juegos Olímpicos           |                         |                   |           |
| Año                        | Lugar                   | Medalla           | Categoría |
| 2020                       | Tokio (Japón)           | Medalla de bronce | +78 kg    |
| Campeonato Mundial         |                         |                   |           |
| Año                        | Lugar                   | Medalla           | Categoría |
| 2017                       | Budapest (Hungría)      | Medalla de bronce | +78 kg    |
| Juegos Europeos            |                         |                   |           |
| Año                        | Lugar                   | Medalla           | Categoría |
| 2019                       | Minsk (Bielorrusia)     | Medalla de bronce | +78 kg    |
| Campeonato Europeo         |                         |                   |           |
| Año                        | Lugar                   | Medalla           | Categoría |
| 2019                       | Minsk (Bielorrusia)     | Medalla de bronce | +78 kg    |
| 2020                       | Praga (República Checa) | Medalla de plata  | +78 kg    |